# Перечный гриб рубиновый
Перечный гриб рубиновый, также маслёнок рубиновый (лат. Rubinobolétus rubínus), — гриб из рода Rubinoboletus семейства болетовые (Boletaceae). Типовой вид рода.

## Синонимы
- Boletus rubinus W.G.Sm., 1868basionym
- Chalciporus rubinus (W.G.Sm.) Singer, 1973
- Suillus rubinus (W.G.Sm.) Kuntze, 1898
- Xerocomus rubinus (W.G.Sm.) A.Pearson, 1946

## Описание
Шляпка достигающая 8 см в диаметре, сначала полушаровидная, со временем раскрывающаяся до выпуклой и почти плоской, окрашена в кирпично-красные или жёлто-бурые тона. Гименофор трубчатый, поры и трубочки розовато-красные, не меняющие цвет при повреждении.
Ножка центральная, цилиндрическая или булавовидная, книзу обычно сужающаяся. Поверхность ножки розоватая, покрытая красноватым налётом.
Мякоть желтоватая, в основании ножки ярко-жёлтая, не меняющая цвет на воздухе, без особого вкуса и запаха.
Споры широкоэллиптические, 5,5—8,5×4—5,5 мкм.

## Экология
Занесён в Красную книгу России.